# Фалло
Фа́лло, Та́лло (др.-греч. Θαλλώ) — богиня времён года в греческой мифологии. Одна из Ор в Афинах. Дочь Зевса и Фемиды. В надписях именуется Харитой.
Фалло — богиня цветения. В искусстве изображалась в виде молодой восхитительной девушки (иногда вместе с Карпо), украшенной различными приметами и плодами соответствующего времени года, в частности, с передником, полным цветов.